# ینس تودت
ینس تودت (نروژی: Jens Tvedt) با تلفظ: ینس توّتْ، زاده ۱۴ ژوئن ۱۸۵۷ در وستلند؛ و درگذشته ۳ سپتامبر ۱۹۳۵م، در استاوانگر، یک آموزگار، نویسنده و کتابدار نروژی بود.

## پیشین
ینس تودت، در سال ۱۸۵۷م، در جنوب غربی نروژ در شهرکی به نام سانهوردلند، متولد شد. پدر وی یک کشاورز نسبتاً مرفه بود. به همین دلیل ینس، بر خلاف رسم معمول آن روزگار نروژ، در کودکی، اجباری به شراکت در امور مزرعه نداشت و خیلی زود و بیشتر، به مطالعهٔ نشریات و کتاب پرداخت. علاقه وی به مطالعه، در سراسر عمر با وی باقی ماند.

 بعد از اتمام دورهٔ متوسطه ینس، ۲ سال را به تحصیل در مدرسهٔ تربیت معلم استورد، گذراند. وی در حین این دوره تحصیلی، به نهضت گسترش زبان نروژی نو؛ و سیاست چپ، گرایش پیدا کرد.
  ینس تودت، نیز مانند بسیار دیگری از نویسندگان نروژی نو، در عصر خود، تحت تأثیر کشیش و روشنگر دانمارکی،  نیکلای گروندتویگ قرار داشت؛ و از نظر ایدئولوژی به جنبش آزادی خواهان نزدیک بود. از سال ۱۸۷۸م، وی ابتدا در هوردالاند؛ و سپس از ۱۸۸۲ تا ۱۸۹۹م، در استاوانگر مدتی را به عنوان معلم، مشغول کار بود. در سال ۱۸۹۹م، ینس، ابتدا به عنوان دستیار کتابدار و سپس از سال ۱۹۰۱م، بعد از انتقال کتابخانه به ساختمان  فعلی، در مقام رئیس کتابخانه استاوانگر مشغول خدمت شد. وی در این پست تا آخر عمر باقی ماند؛ و از سال ۱۹۱۲م، مستمرّی دولتی هنرمندان به وی، تعلق گرفت.

## نویسندگی
اولین اثر ادبی ینس تودت، تحت عنوانی که ترجمهٔ آن به فارسی چیزی شبیه «در داخل آبدره‌ها» است؛ در سال ۱۸۸۵م، منتشر شد. بسیاری از خصوصیات شیوهٔ نویسندگی وی همگی، در این کتاب، موجودند. فضای داستان‌های وی، عموماً فضایی روستایی؛ و شخصیتهای آنها، دهقانان نروژی هستند. اغلب داستان‌های وی، در اطراف آبدره‌های غرب نروژ، روی می‌دهند و به مردم محتاطی می‌پردازند که برای یافتن امنیت و ثبات در زندگی خود، تلاش می‌کنند. شهرت ینس تودت، به عنوان نویسنده، در اواخر عصر وی، به اوج خود رسید. در این دوره او بیشتر از دهقانان زیردست و مشکلات زنان روستایی نوشته‌است.
 در سال ۱۹۳۲م، زمانی که ینس تودت، ۷۵ساله بود؛ مجسمه نیم تنه ای از وی ساخته؛ و در بیرون کتابخانه استاوانگر قرارگرفت. بعدها یک کپی از این مجسمه در شهر زادگاه وی نیز قرار داده شد.

## یادداشت
1. ↑   Inn i fjordarne,  1885